# Paratomapoderus
Paratomapoderus es un género de escarabajos  de la familia Chrysomelidae. En 1905 Weise describió el género. Contiene las siguientes especies:
- Paratomapoderus ambiguus (Voss, 1933)
- Paratomapoderus atrotibiatus (Voss, 1926)
- Paratomapoderus balteus (Voss, 1922)
- Paratomapoderus bananicus Legalov, 2007
- Paratomapoderus beninensis Legalov, 2007
- Paratomapoderus brachypterus (Voss, 1926)
- Paratomapoderus calceatus (Faust, 1883)
- Paratomapoderus capitus Legalov, 2007
- Paratomapoderus consimilis (Voss, 1929)
- Paratomapoderus ealaanus (Voss, 1939)
- Paratomapoderus flavoebenoides Legalov, 2007
- Paratomapoderus flavoebenus (Thomson, 1858)
- Paratomapoderus glabriculus (Voss, 1926)
- Paratomapoderus guineensis (Voss, 1926)
- Paratomapoderus haemorrhoidalis (Olivier, 1807)
- Paratomapoderus impressiverticalis (Voss, 1926)
- Paratomapoderus kivuensis (Hustache, 1934)
- Paratomapoderus libengensis Legalov, 2007
- Paratomapoderus luctuosus (Voss, 1926)
- Paratomapoderus maculifrons (Voss, 1926)
- Paratomapoderus madinensis Legalov, 2007
- Paratomapoderus melinus Voss, 1926
- Paratomapoderus miniatus (Faust, 1882)
- Paratomapoderus nigricornis (Faust, 1899)
- Paratomapoderus nigripes (Gerstaecker, 1855)
- Paratomapoderus nigrohumeratus (Voss, 1926)
- Paratomapoderus nigrotibialis (Hustache, 1923)
- Paratomapoderus nigrovittatus Legalov, 2007
- Paratomapoderus obscuripennis (Voss, 1926)
- Paratomapoderus obscuripes (Voss, 1926)
- Paratomapoderus panganicus (Kolbe, 1898)
- Paratomapoderus propinguus (Faust, 1883)
- Paratomapoderus rhobompoensis Legalov, 2007
- Paratomapoderus rufonigrus Legalov, 2007
- Paratomapoderus rufus Legalov, 2007
- Paratomapoderus sjoestedti (Aurivillius, 1910)
- Paratomapoderus thomsoni (Faust, 1894)
- Paratomapoderus togoensis Voss, 1926
- Paratomapoderus transvaalensis (Voss, 1929)
- Paratomapoderus usambicus (Kolbe, 1898)
- Paratomapoderus varicolor (Dalla Torre & Voss, 1930)